# Busturialdea
Busturialdea est une comarque dans la province de Biscaye, dans la communauté autonome du Pays basque en Espagne.

## Communes et Population

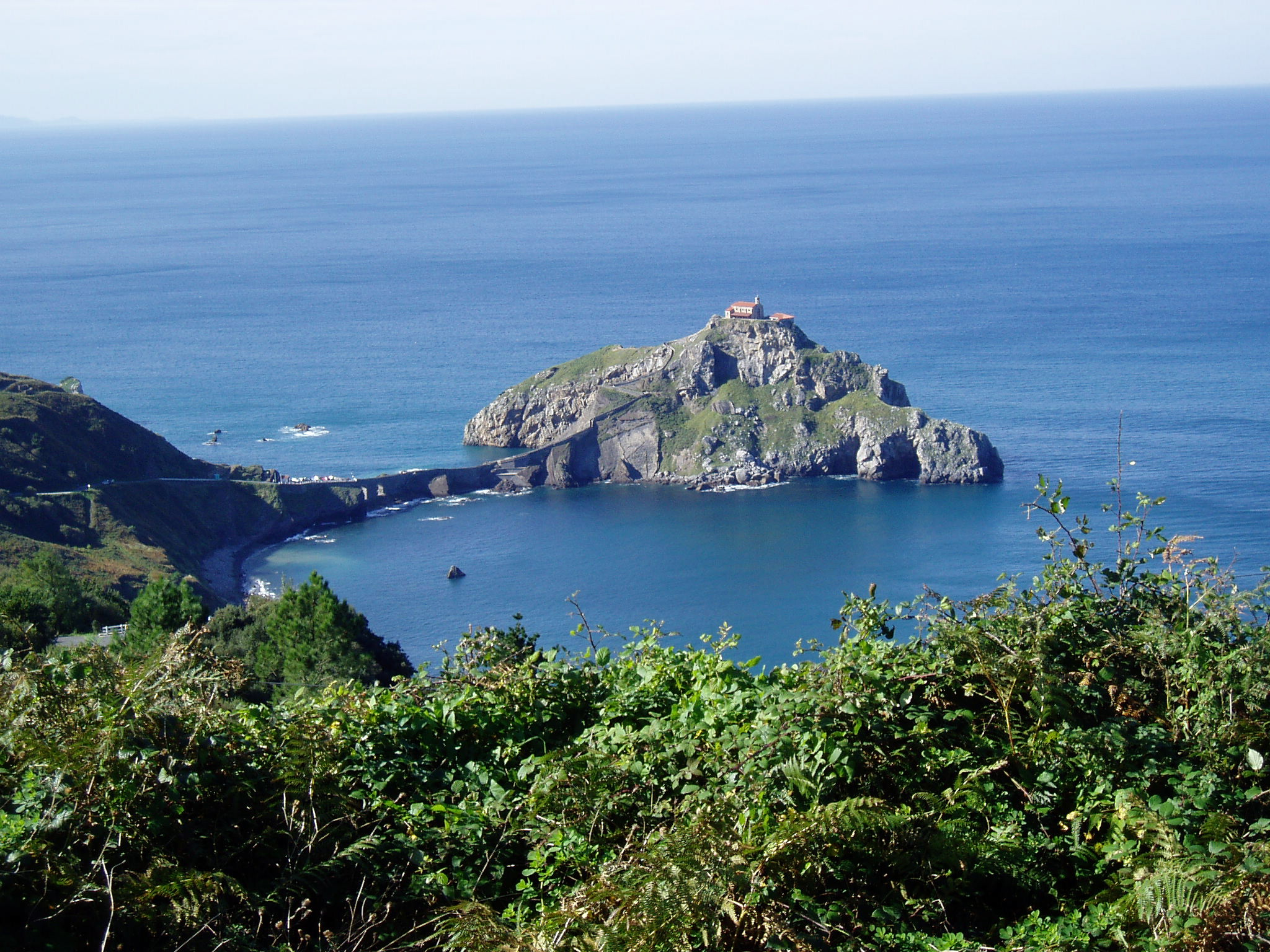
San Juan de Gaztelugatxe, Bermeo

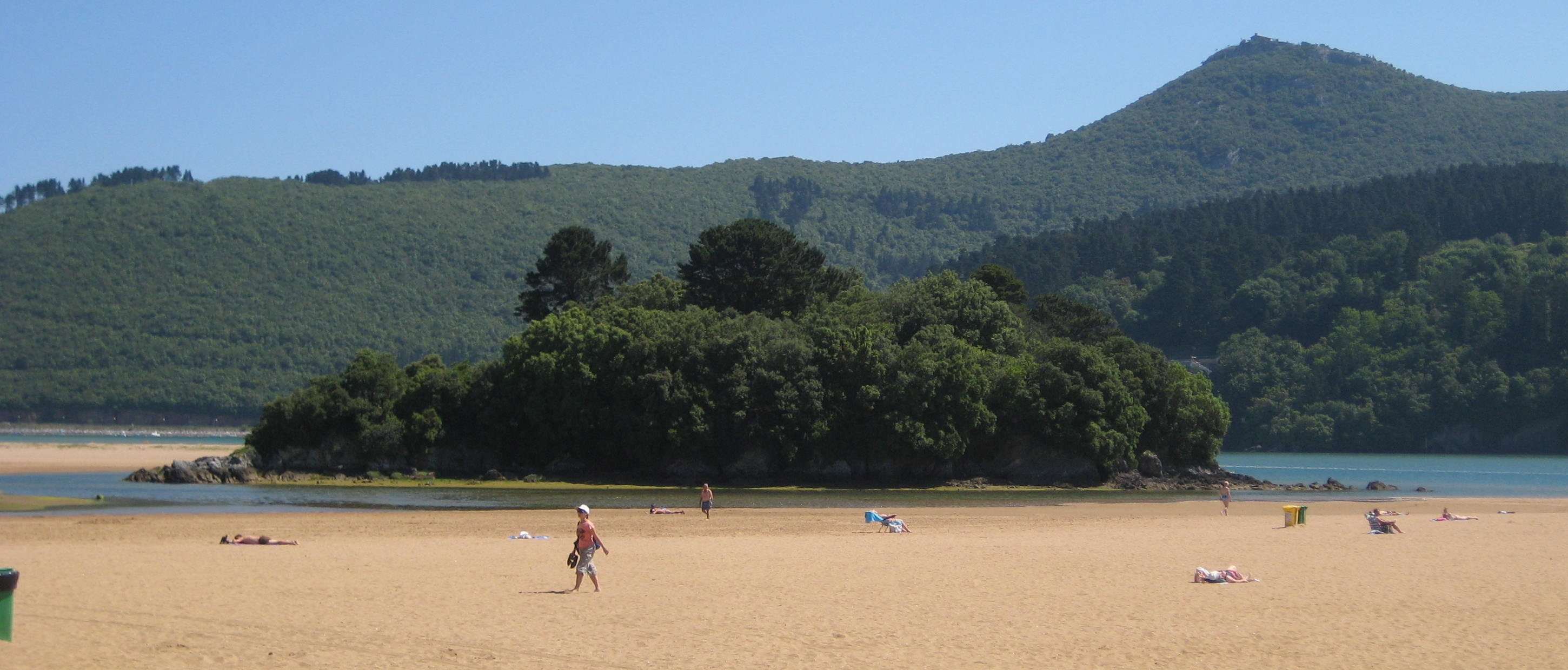
Plage de San Antonio, Sukarrieta

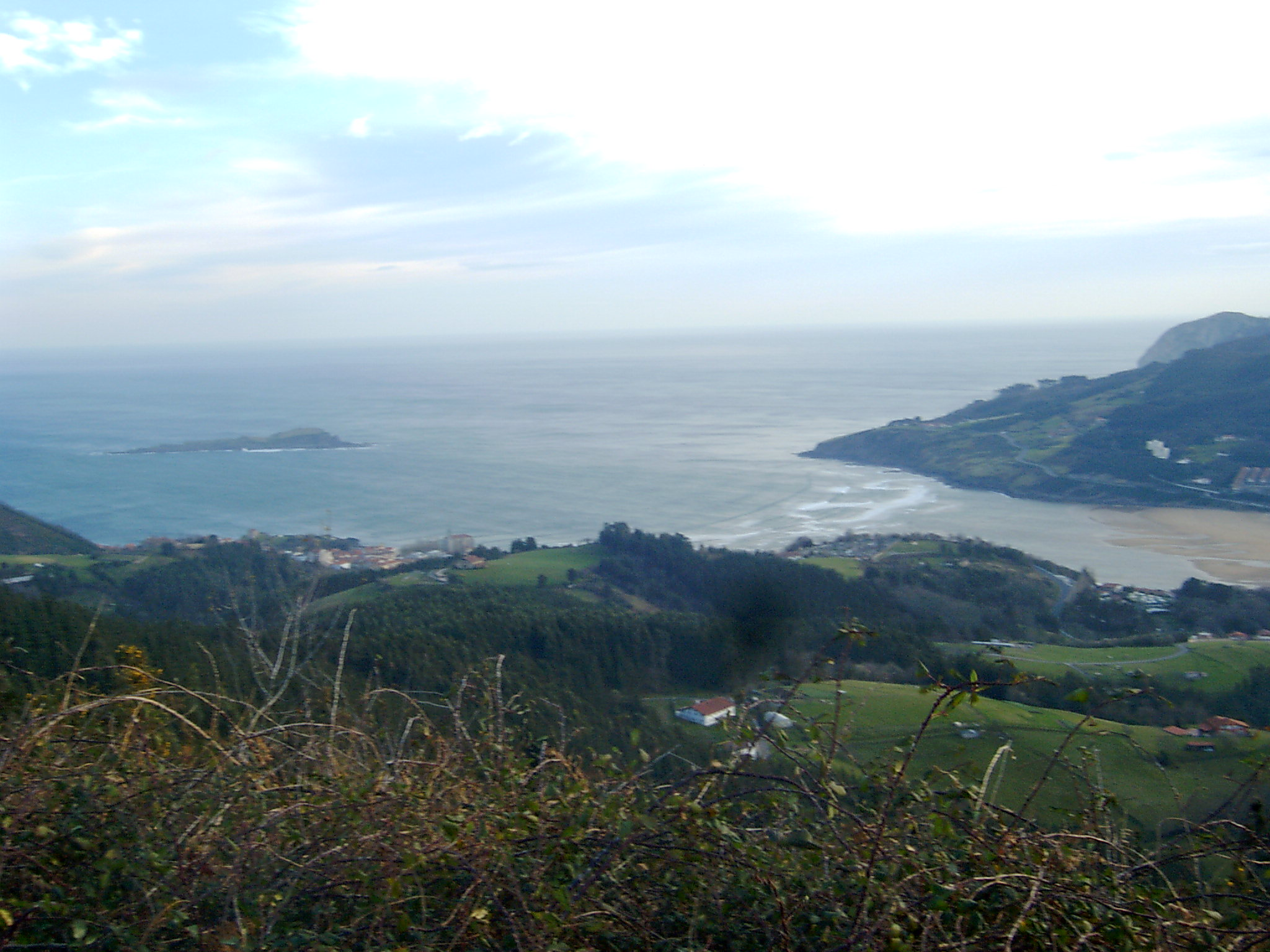
Urdaibai

|  | Commune          | Population | Surface km² |
|  | ---------------- | ---------- | ----------- |
|  | Ajangiz          | 457        | 7,35        |
|  | Arratzu          | 388        | 10,34       |
|  | Bermeo           | 17.144     | 34,12       |
|  | Busturia         | 1.745      | 19,63       |
|  | Kortezubi        | 423        | 11,91       |
|  | Ea               | 886        | 14,17       |
|  | Elantxobe        | 402        | 1,85        |
|  | Ereño            | 278        | 10,67       |
|  | Errigoiti        | 537        | 16,42       |
|  | Forua            | 969        | 7,94        |
|  | Gautegiz-Arteaga | 910        | 13,57       |
|  | Gernika-Lumo     | 16.812     | 8,47        |
|  | Ibarrangelu      | 641        | 15,56       |
|  | Mendata          | 378        | 22,39       |
|  | Morga            | 406        | 17,6        |
|  | Muxika           | 1.468      | 50,02       |
|  | Mundaka          | 1.940      | 4,15        |
|  | Murueta          | 302        | 5,45        |
|  | Nabarniz         | 227        | 11,75       |
|  | Sukarrieta       | 357        | 2,3         |

## Galerie d'images

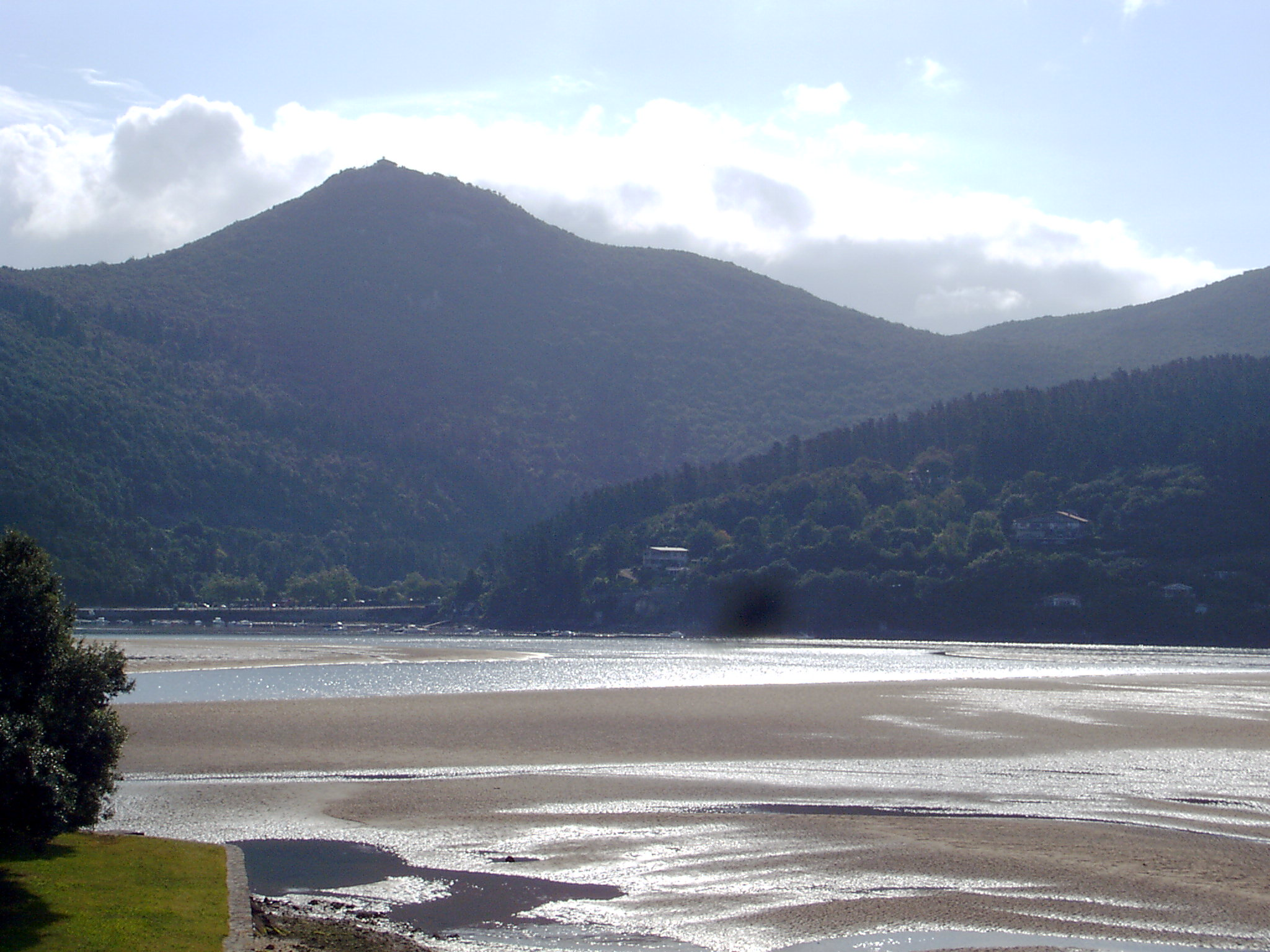
San Pedro Atxarre
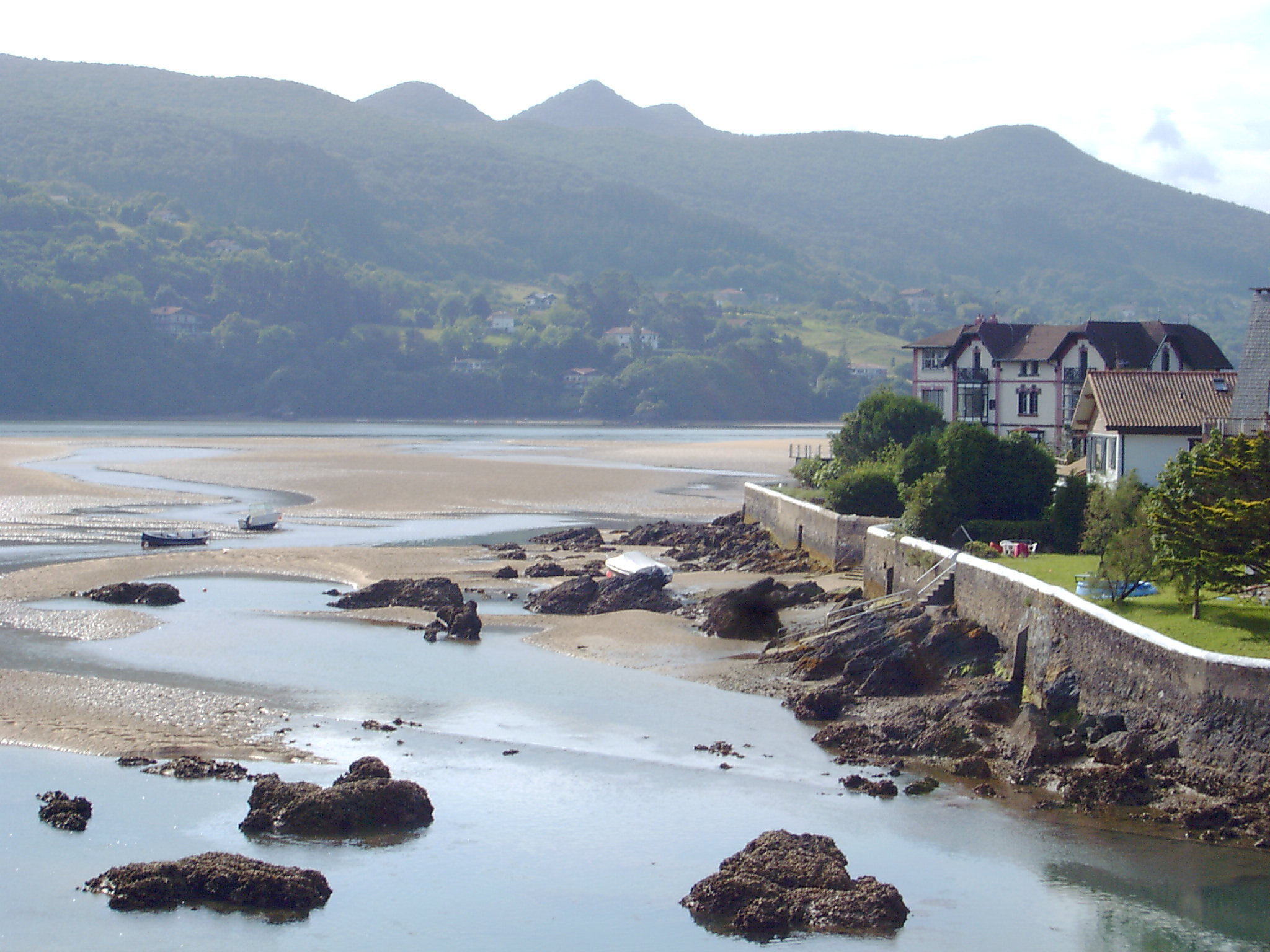
Sukarrieta
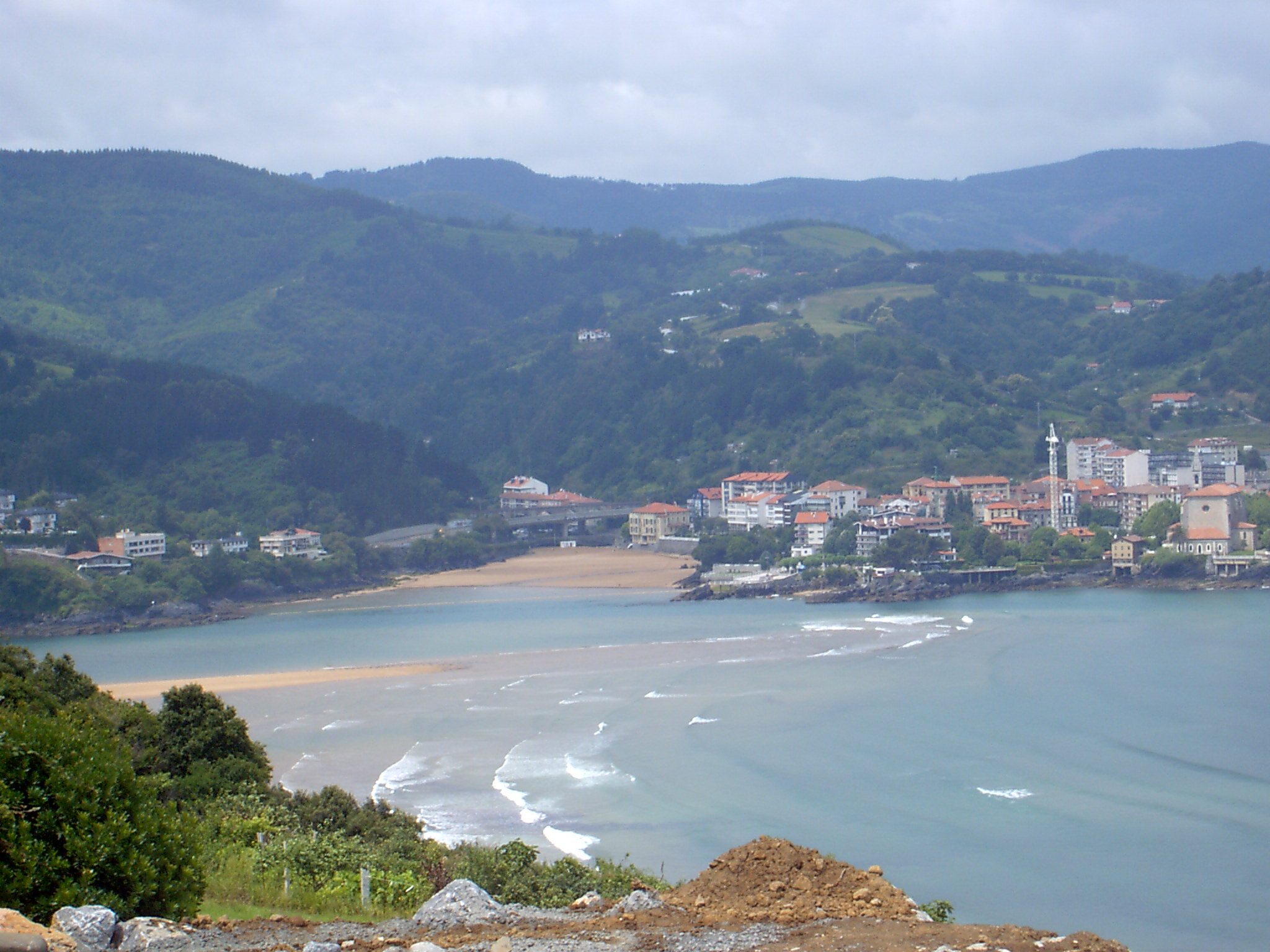
Mundaka
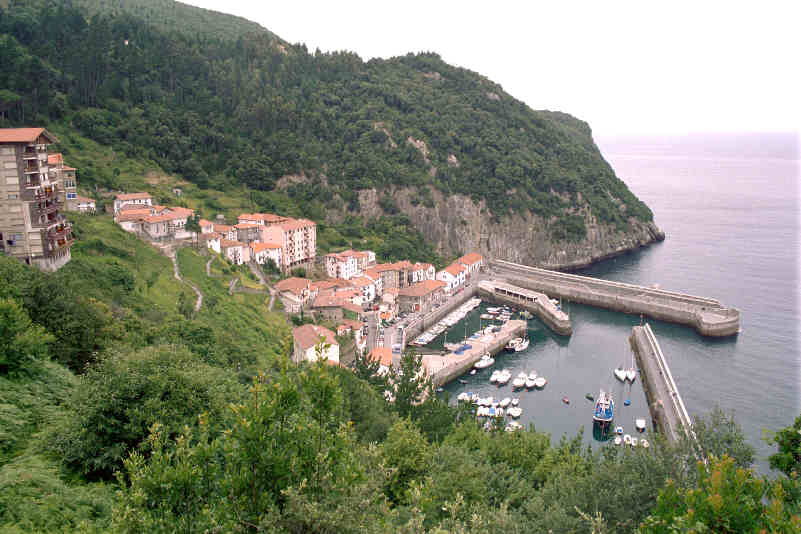
Elantxobe
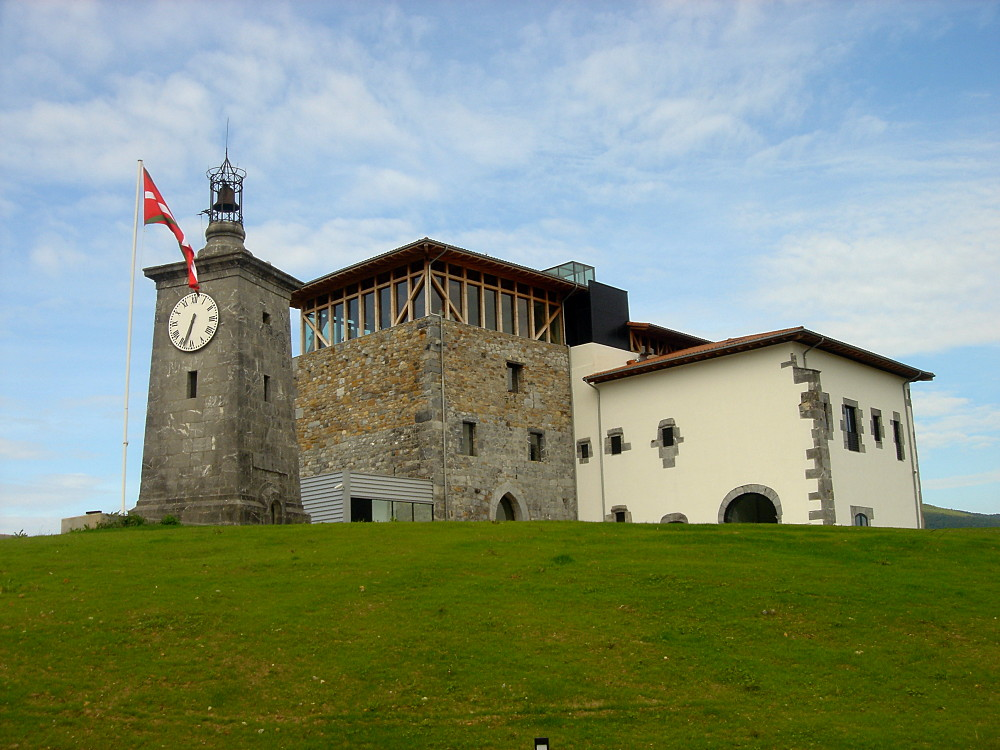
Tour de Madariaga, Busturia
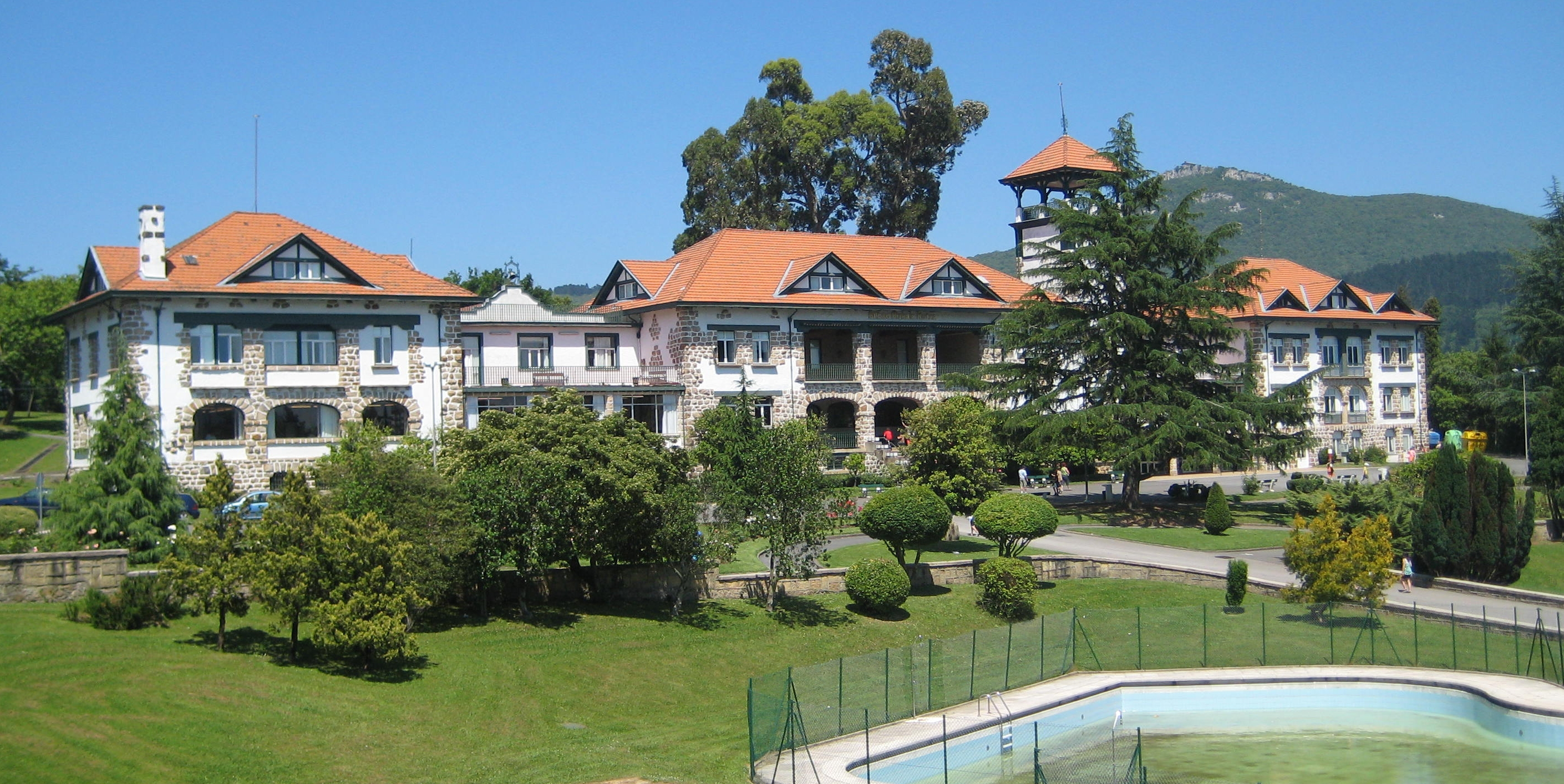
Colonie infantile, Sukarrieta
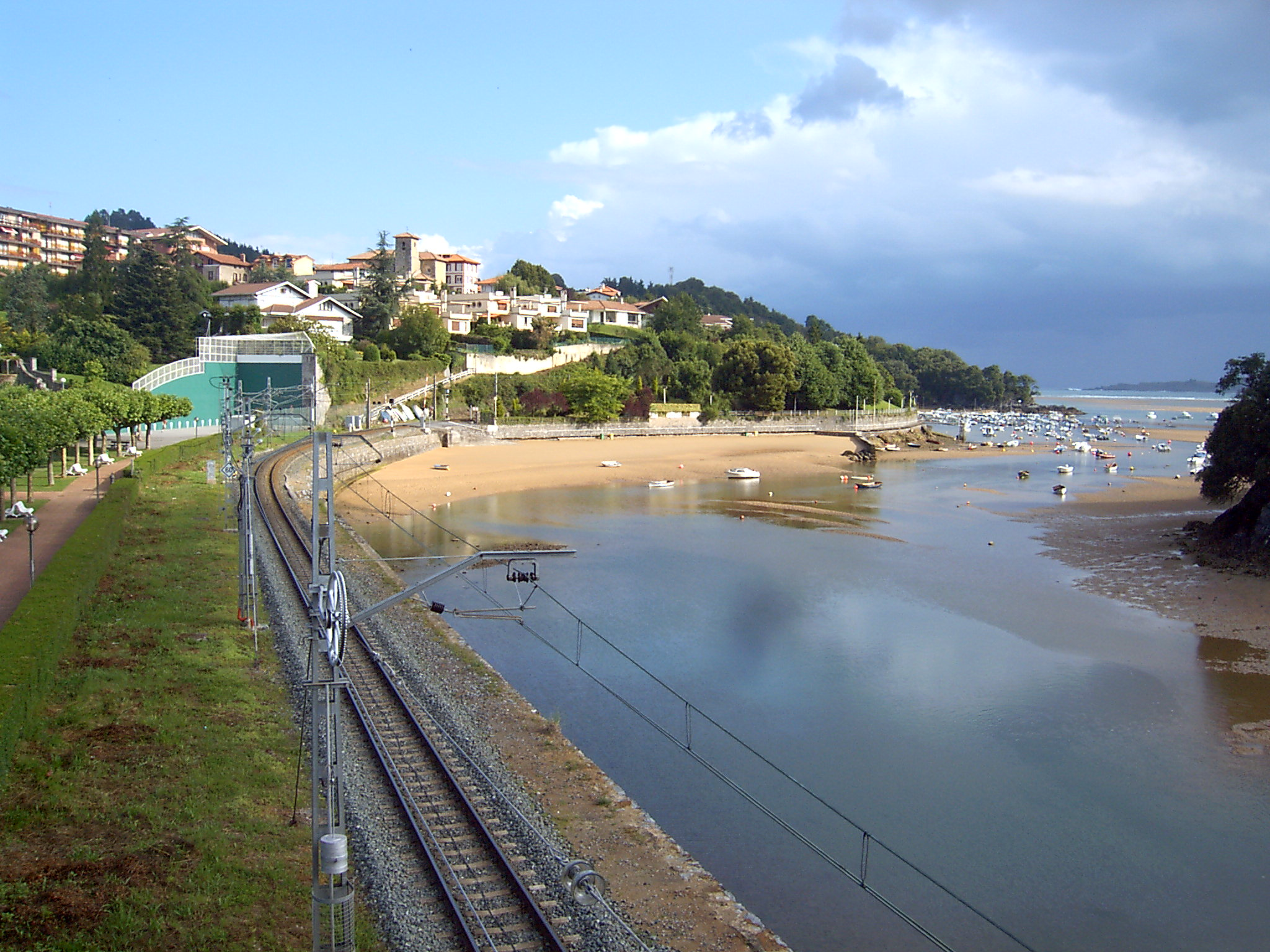
Plage de Toña, Sukarrieta
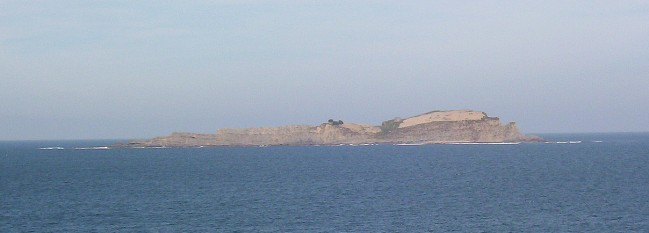
Île de Izaro
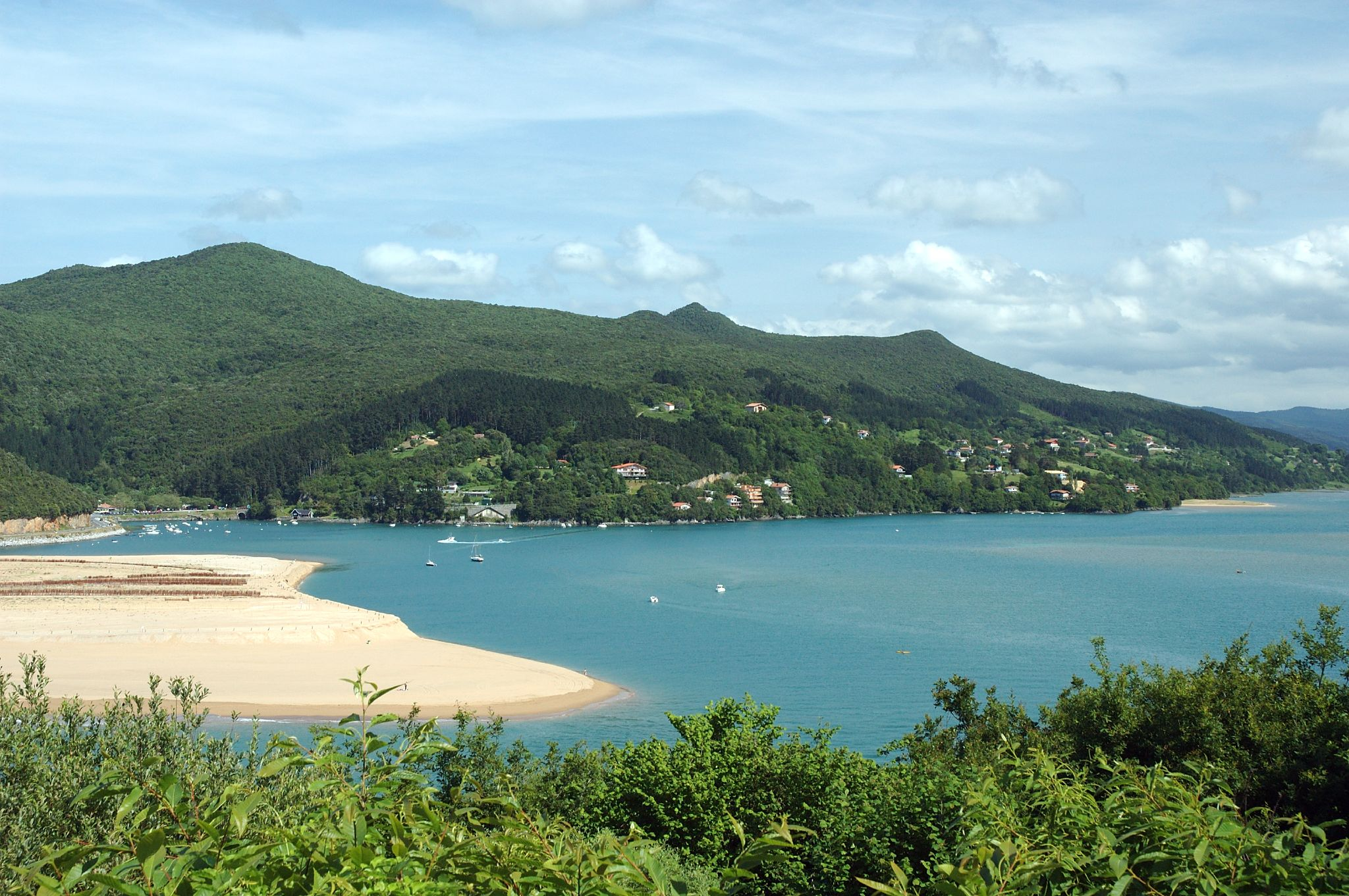
Plage de Laida, Ibarrangelu
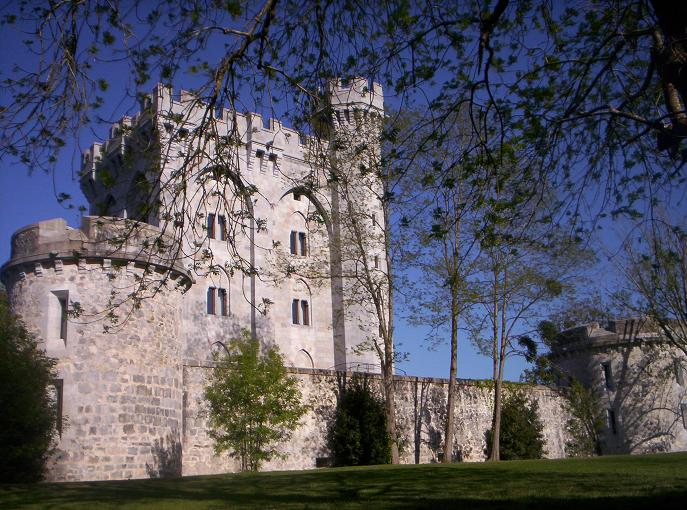
Le château de Arteaga, Gautegiz-Arteaga
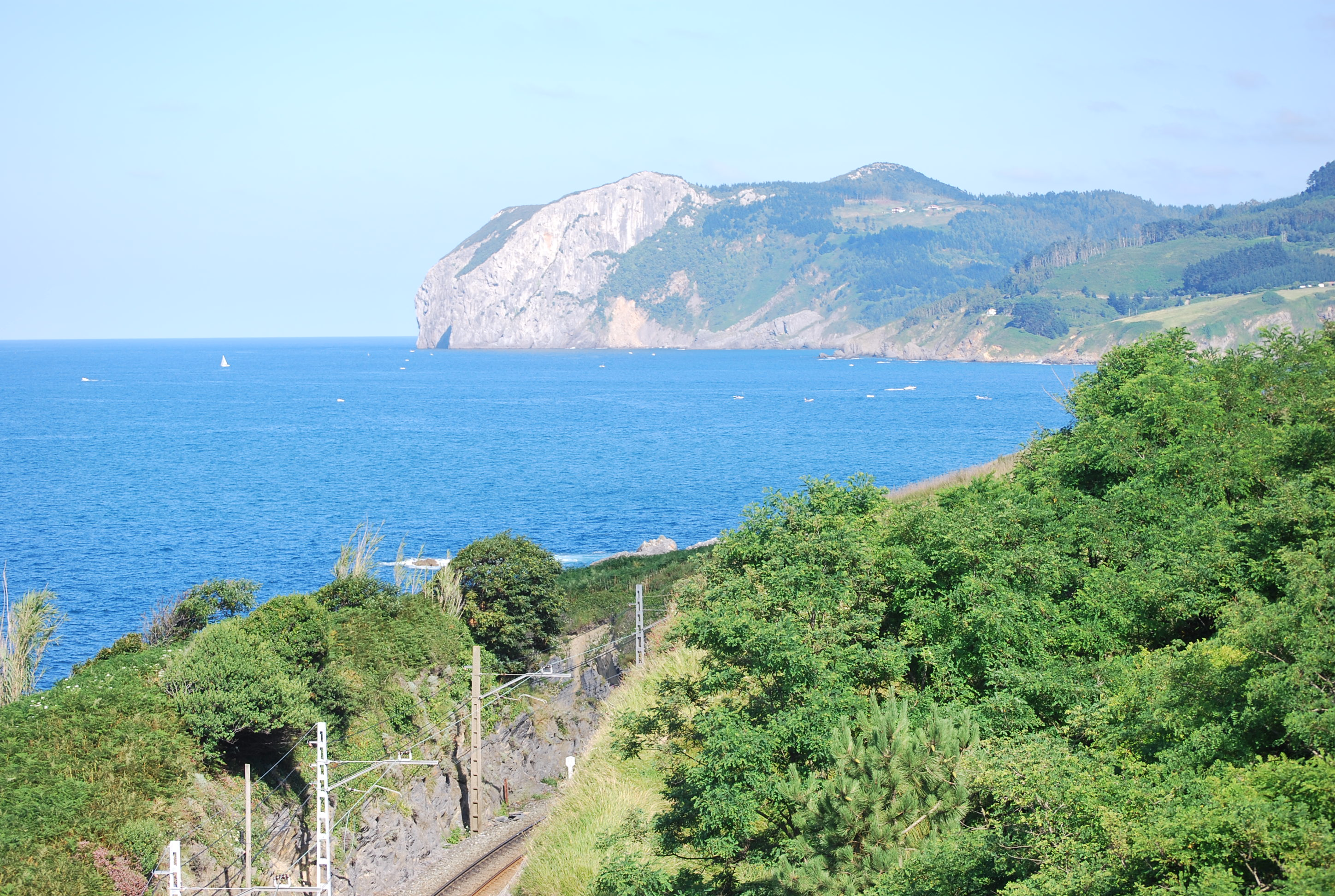
Cap à Ogoño
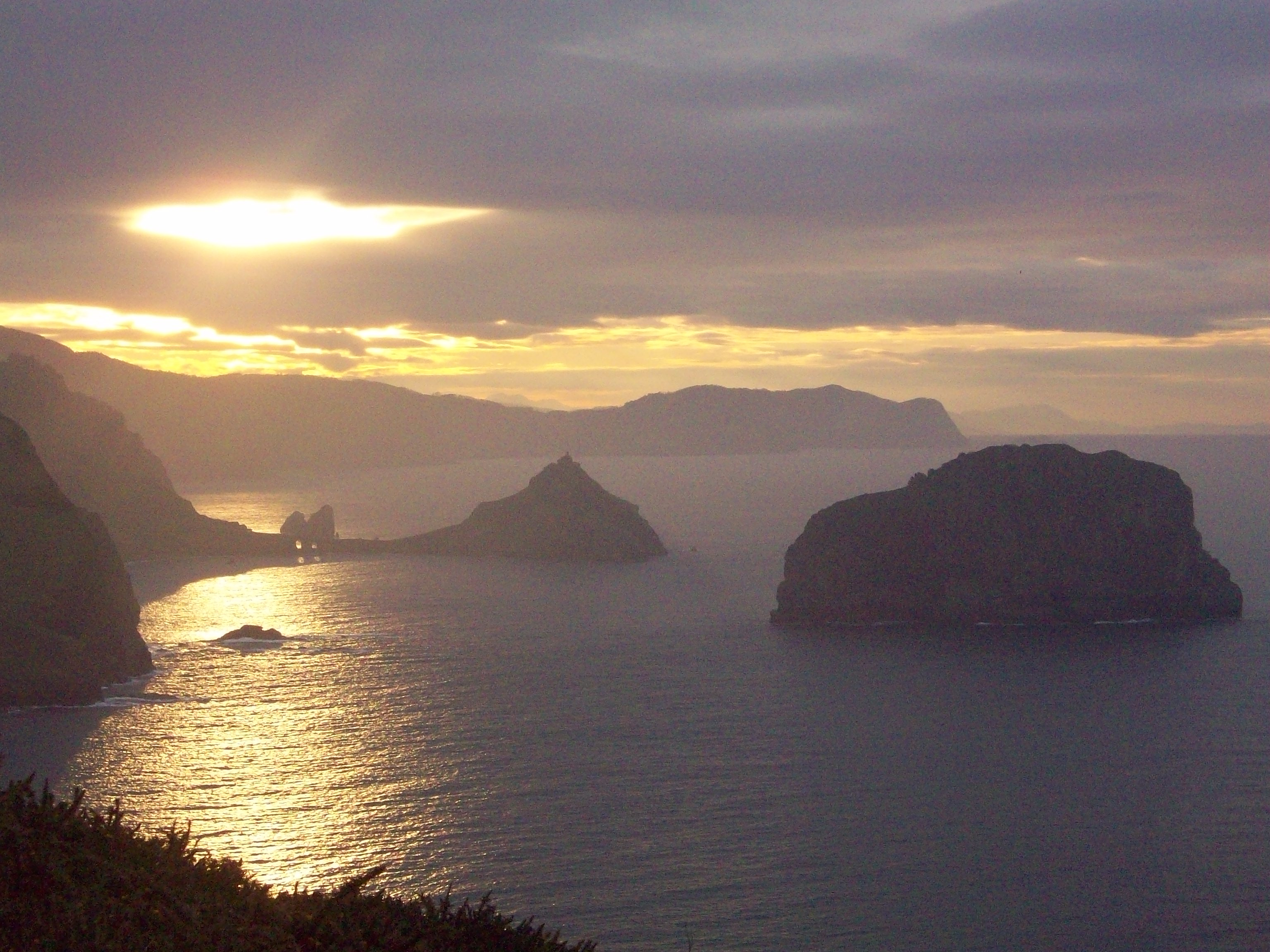
San Juan de Gaztelugatxe et la Île de Akatz, Bermeo
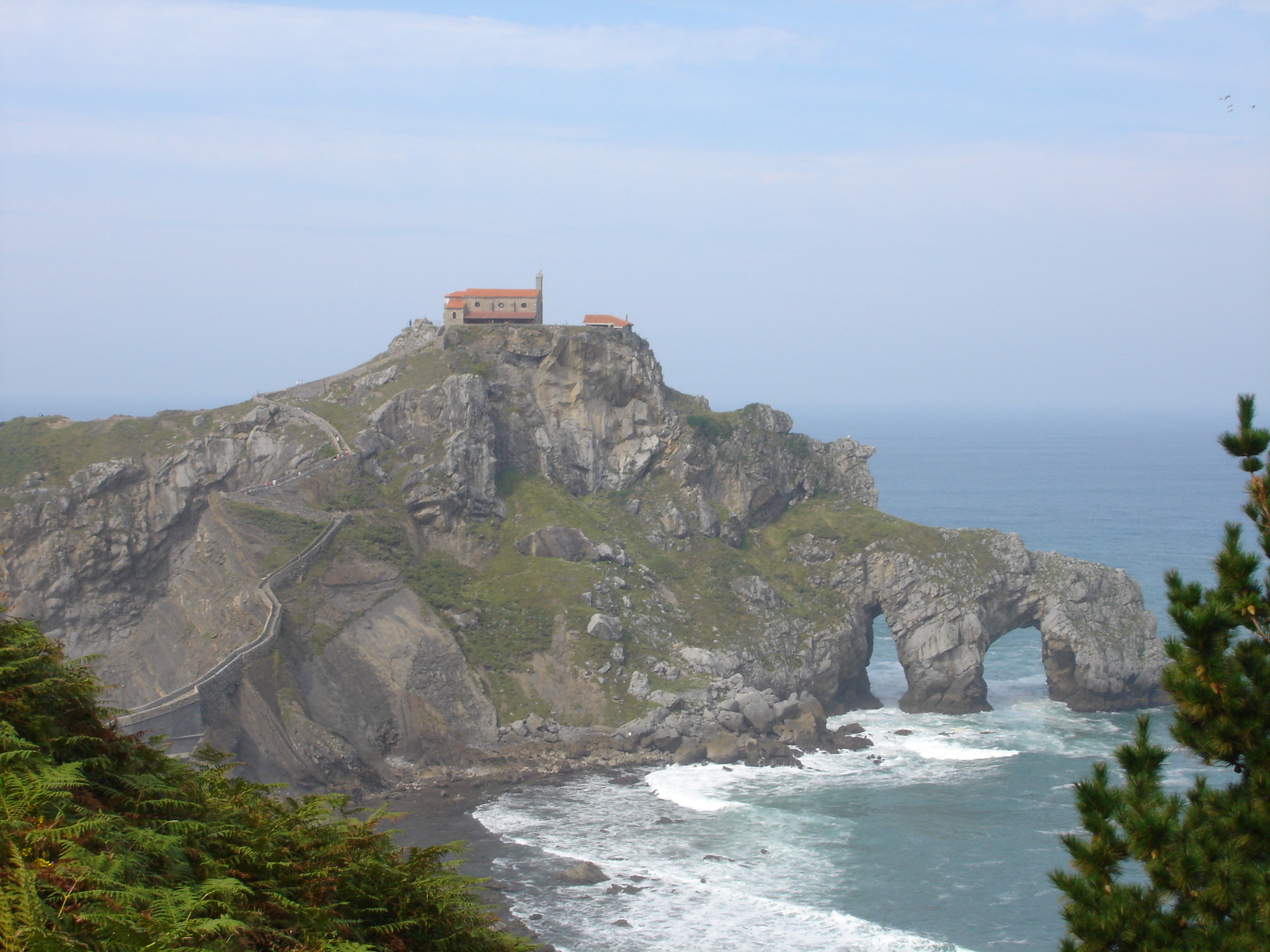
San Juan de Gaztelugatxe, Bermeo
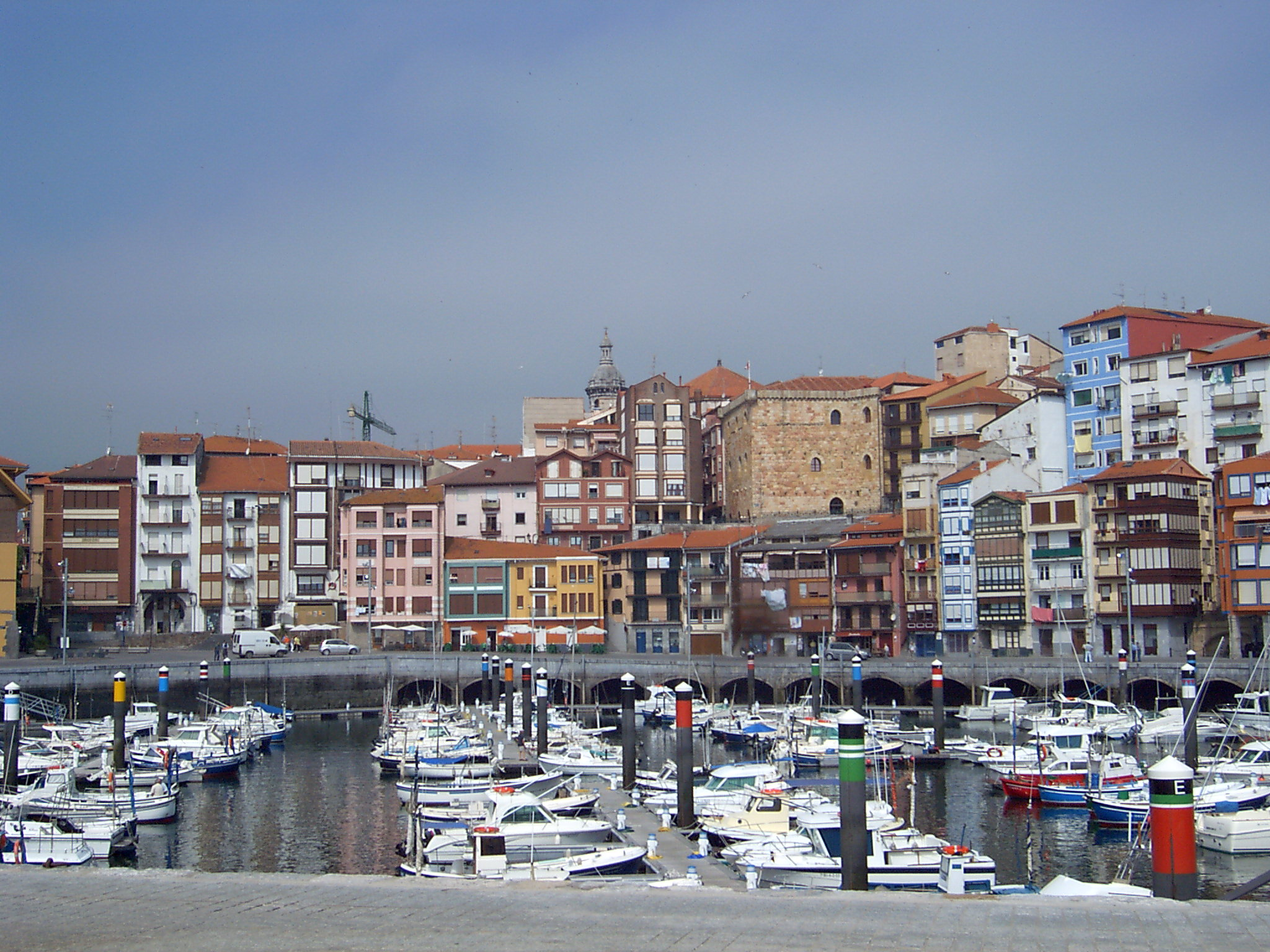
Port de Bermeo
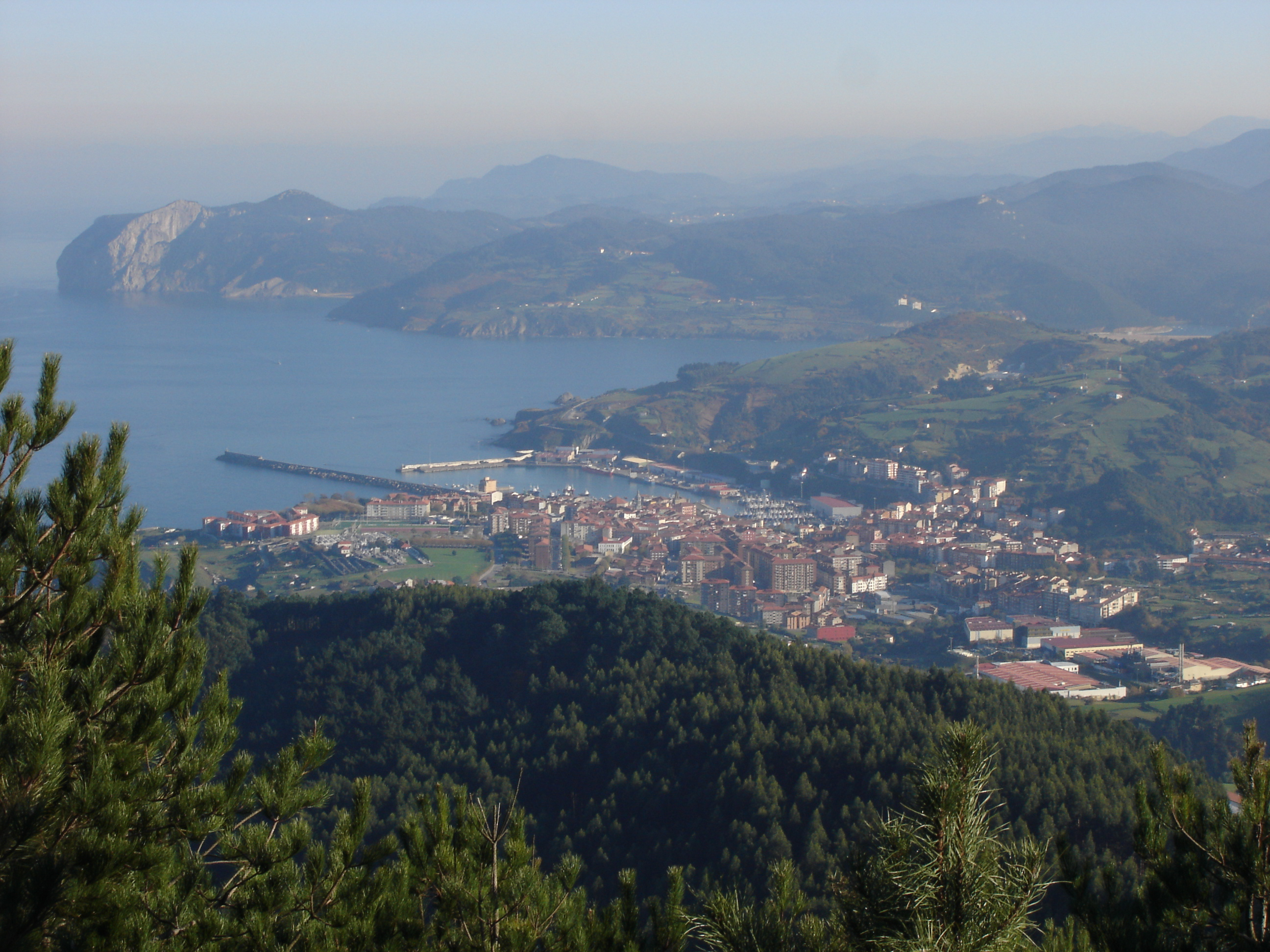
Bermeo
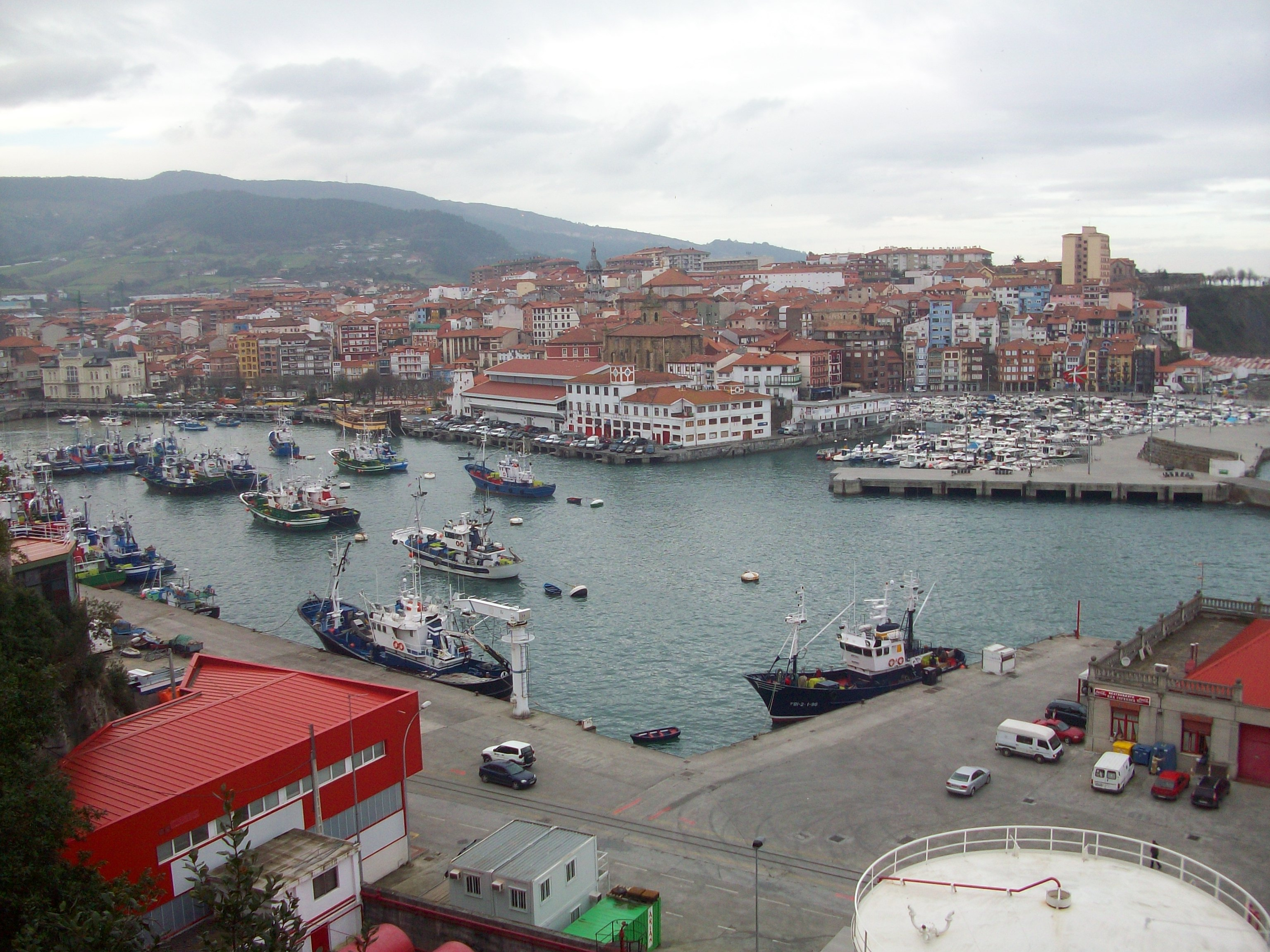
Bermeo
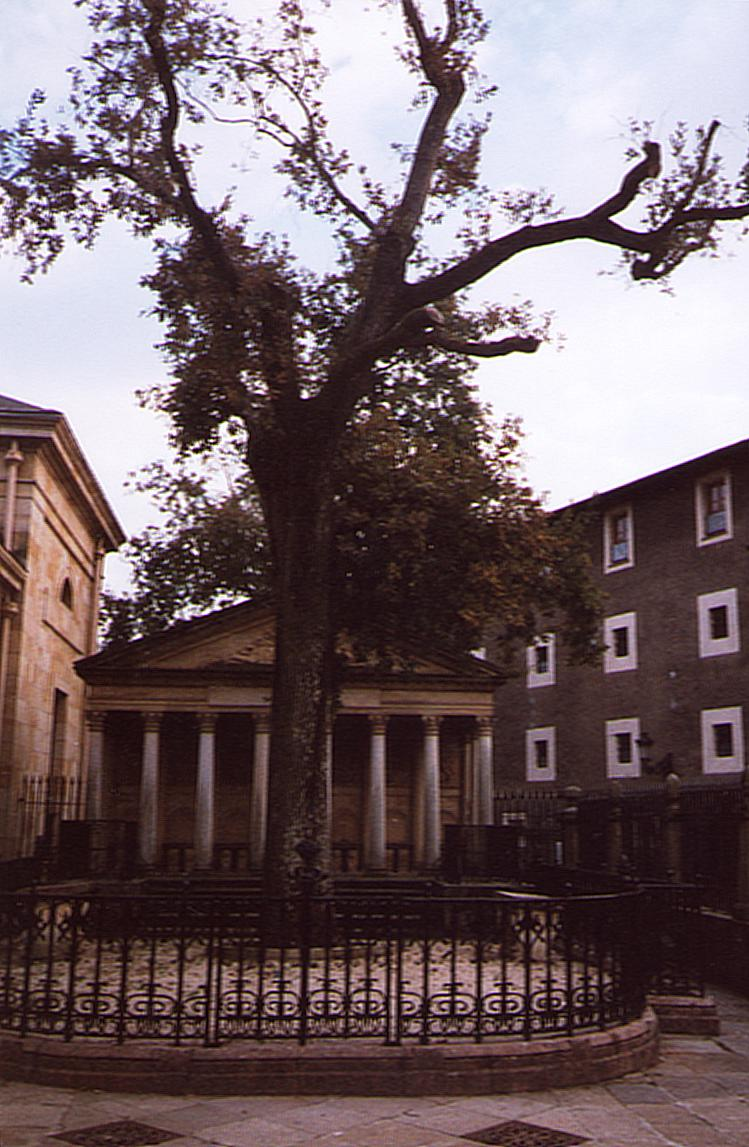
Arbre de Gernika
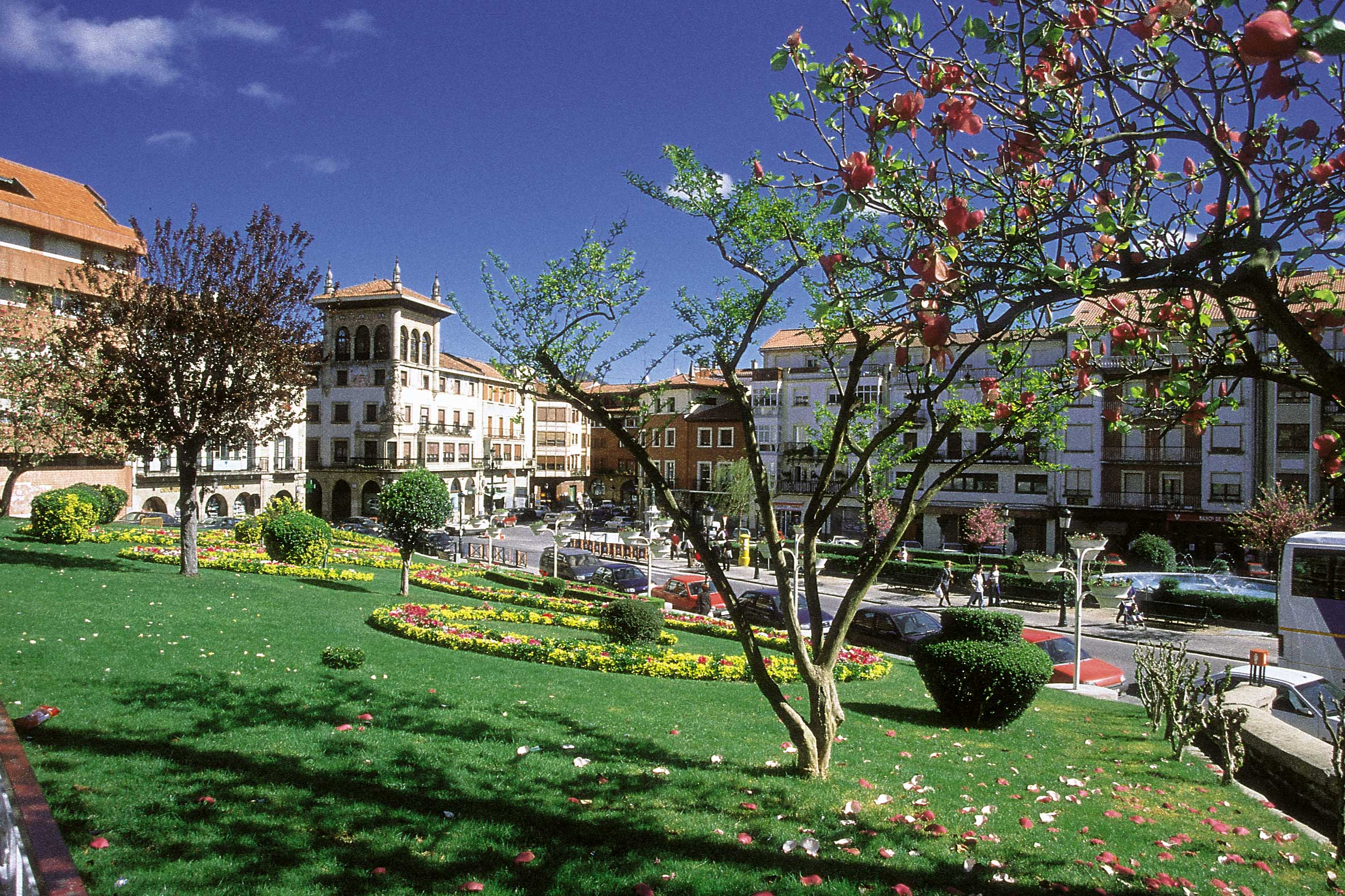
Gernika
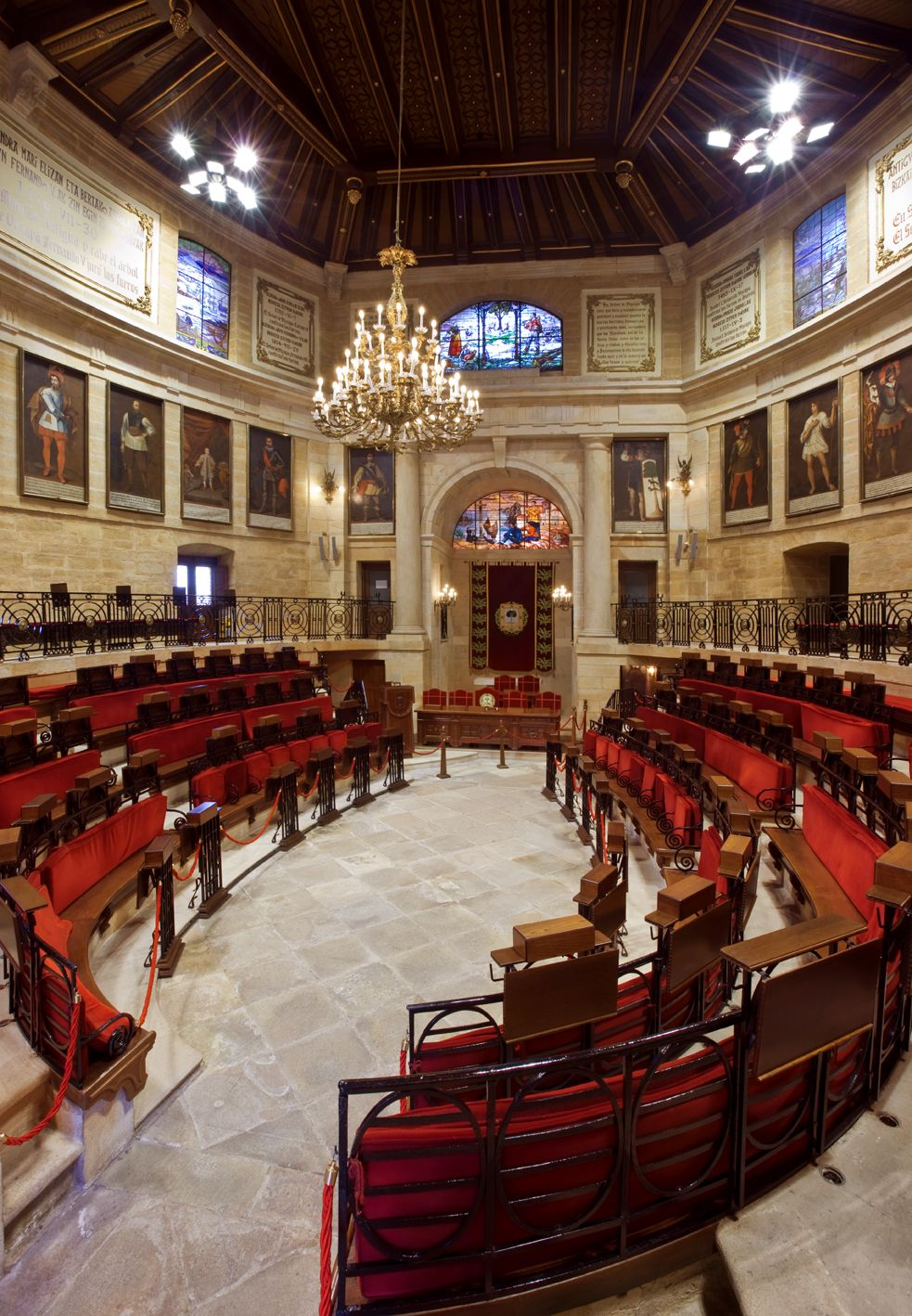
Maison de assemblées de Biscaye, Gernika
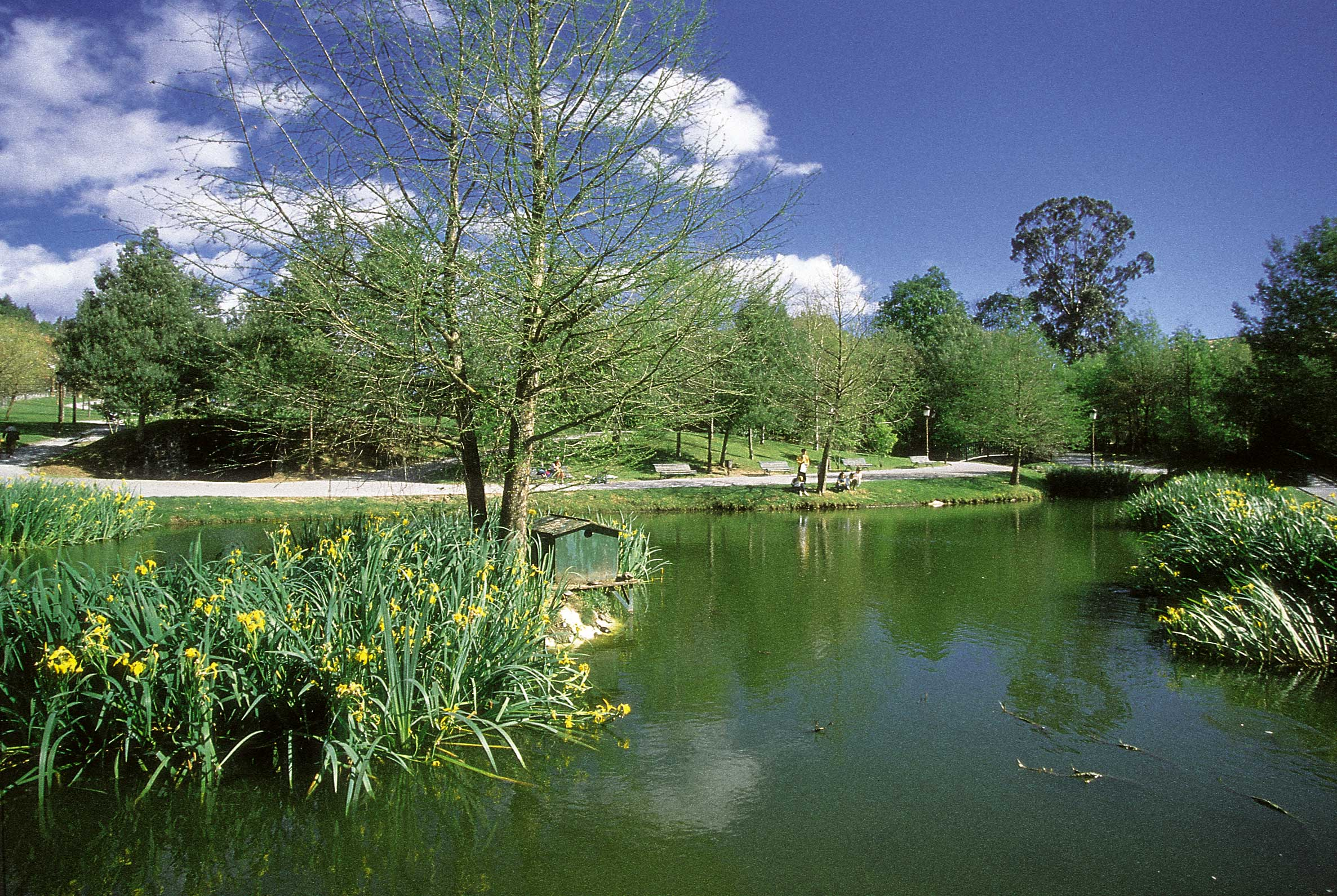
Europe Park, Gernika
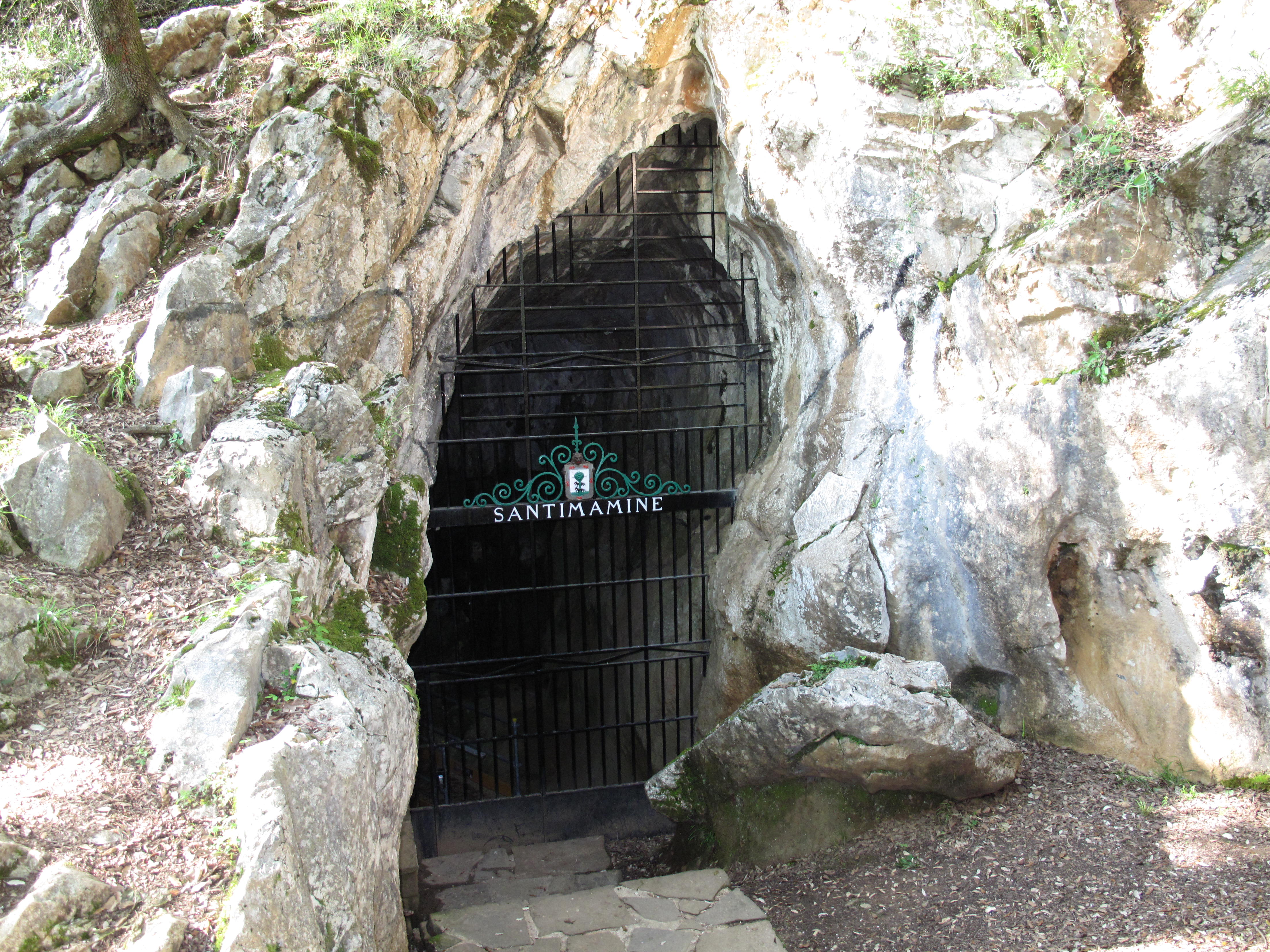
Grotte de Santimamiñe, Kortezubi
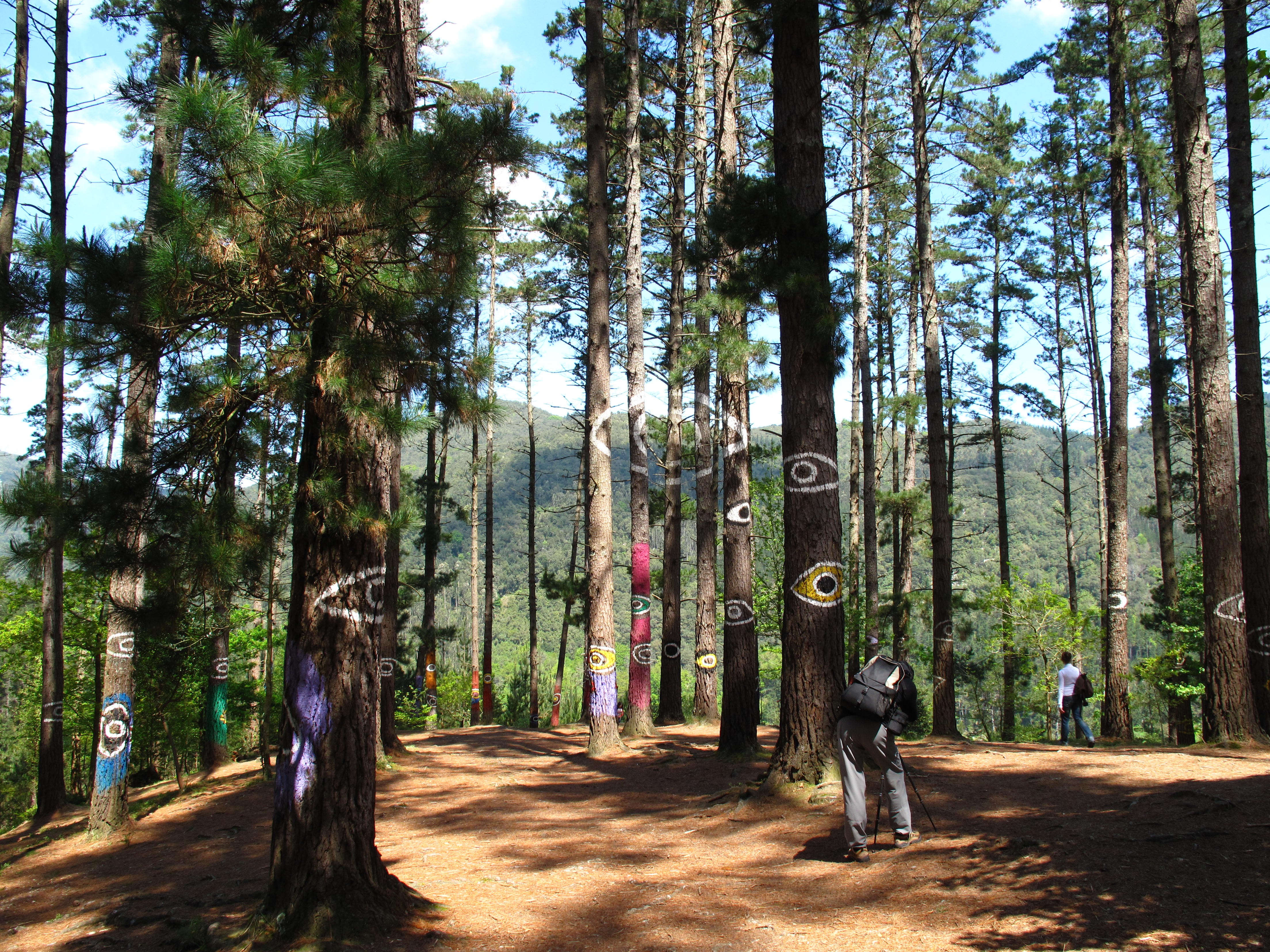
Bois de Oma,Kortezubi